# Un cheval pour deux
Pour plus de détails, voir Fiche technique et Distribution.
Un cheval pour deux est un film français réalisé par Jean-Marc Thibault, sorti en 1961.

## Résumé
Le jour de la libération de Paris, le 24 août 1944, Maurice voit s'ouvrir la porte de sa cellule. Ce n'est pourtant pas pour faits de résistance qu'il a passé toute la guerre « à l'ombre » mais pour vol de bicyclette. Son contact avec le monde libre est assez brutal. Les files d'attente qu'il observe chez le boucher lui donnent une idée. Avec l'aide de son copain d'enfance Roland qui a tout perdu au jeu, il va voler « Berlingot », le cheval d'une voiture de livraison afin de le proposer à la découpe, au marché noir. Mais le « canasson » n'est pas du même avis.

## Fiche technique
- Titre : Un cheval pour deux
- Réalisation : Jean-Marc Thibault
- Scénario : Roger Pierre
- Adaptation : Roger Pierre et Jean-Marc Thibault
- Dialogues : Roger Pierre
- Assistants réalisateurs : Georges Rouleau, Claude Levillain, Jean Rollin
- Stagiaire assistant : Eugène Randoux
- Images : René Bucaille
- Opérateurs : Paul Rodier, René Guissart
- Assistants opérateurs : Bernard Grasberg, Eugène Rosenfeld
- Musique : Claude Stiermans, éditions musicale Pathé-Marconi
- Décors : André Piltant
- Assistants décorateurs : Henri Sonois, Alexandre Hinchis
- Son : Roger Cosson
- Perchman : Jésus Navarro
- Montage : Suzanne de Troye, Denise Babie
- Assistants montage : Françoise London et Juliette Bort
- Régisseur général : Gaston Dona et Edgar Villeneuve
- Régisseur extérieur : Maurice Touati
- Photographe de plateau : Jean Beauchêne
- Habilleuse : Nanda Belloni
- Maquillage : Charlie Koubessirian
- Accessoiristes : Daniel Villeroy et Jean Dardeau
- Tapissier : Eugène Belin
- Production : Horizons Cinématographiques, Eclair
- Distribution : Impéria
- Directeur de production : Edgar Rouilleau
- Secrétaire de production : Félicie Mayras
- Assistant de production : Georges Schaetzel
- Tournage du 26 août au 15 octobre 1961
- Studio et Laboratoire : Éclair
- Pellicule : Gevaert
- Les images d'archives proviennent du service cinématographique des armées
- Assurance : A.T.A
- Première présentation le 24 janvier 1962
- Durée : 77 minutes
- Visa d'exploitation : 25318

## Distribution
- Roger Pierre : Maurice, le petit délinquant libéré de prison à la fin de la guerre
- Jean-Marc Thibault : Roland, l'ami d'enfance de Maurice
- Pomme : la mère de Maurice
- Louisette Rousseau : la concierge de Roland
- Jean-Jacques Steen : le concierge de Roland
- Dominique Davray : la crémière
- Alexandre Dréan : le voisin au chien de Roland
- Michel Nastorg : Jean-Pierre, le boucher efféminé
- Robert Dhéry : l'agent qui arrête le voleur de valises
- Pierre Tchernia : l'autre agent qui arrête le voleur de valises
- Nono Zammit : l'agent de police Marcel
- Henri Labussière l'agent de police Léon
- René-Louis Lafforgue : un garçon boucher
- Adrien Cayla-Legrand : un homme du quartier
- Robert Blome : un homme au restaurant
- Jimmy Perrys : le cocher du « Vin du Postillon »
- Dominique Zardi : le gendarme qui tombe sur les boulets de charbon
- Édouard Francomme : un homme du quartier qui joue aux dominos
- Franck Maurice : un homme du quartier qui joue aux dominos
- Jean Sylvain : le végétarien
- Marcel Loche : un portier du « Vin du Postillon »
- Serge Bento : le voleur des valises
- Jean Minisini Henri, le boucher qui se bat
- Robert Balpo : un homme au bal
- Bernard Dumaine : un autre portier du « Vin du Postillon »
- Yvon Jean-Claude : un employé de l'abattoir
- Pierre Gualdi
- Jacques Fayet
- Georges-Xavier Loir
- Patrick Gauthier
- Germaine Germain
- René Worms
- Avec André Astier et son orchestre
- Le cheval Berlingot
- Participation du cirque Francky et des habitants de Ménilmontant